# 梅岭国家森林公园
梅岭国家森林公园，位于中華人民共和国江西省南昌市西北的梅岭，是一个中低山山岳型的国家森林公园。梅岭国家森林公园植被丰富，有植物600多类2,000余种，有“洪崖丹井”、“天下第八泉”及“洗药湖”等多处历史文化古迹。

## 历史
梅岭原名飞鸿山，早在汉朝初年，就闢有驿道。西汉末年，南昌县尉梅福为抵制王莽专政，退隐西郊飞鸿山。后人纪念他的高风亮节，在岭上建梅仙坛，岭下建梅仙观，改飞鸿山为梅岭。唐朝以来，有张九龄、张商英、周必大、王安石、张位五位丞相，欧阳修、曾巩、黄庭坚、陈师道、汤显祖等文学家，岳飞等武将慕名而来，留下了许多名诗佳作和文人景观。也有毛泽东、朱德、方志敏、叶挺等遗迹。
1980年9月，湾里区开始进行全区地名普查。1982年4月9日，洪崖丹井被发现，之后相继发现了千年洞、印光和尚塔墓、云隐洞、脚鱼潭、造钱洞、狮子流涎、莲花石、秦人洞跌水沟瀑布群等古迹。1984年，湾里区政府决定开发梅岭和洗药湖风景旅游资源，并且新建洗药湖避暑山庄。1984年3月14日，湾里区成立南昌梅岭景点筹建小组。1984年12月18日，湾里区成立旅游事业管理局（旅游开发公司）。1985年1月7日，区委常委扩大会议审议并通过《关于开发梅岭旅游区的初步方案》。1986年初湾里区成立梅岭景点工程指挥部和洗药湖山庄工程指挥部。1993年3月，梅岭正式申报国家森林公园，1993年5月获得林业部的正式命名。